# Cartes filosòfiques
Les Cartes filosòfiques o Cartes angleses és una obra de Voltaire publicada el 1734.
Es compon de vint-i-cinc cartes que aborden assumptes bastant variats: la religió, les ciències, les arts, la política o la filosofia (de Pascal, sobretot).
És evident que aquesta obra és destinada a un poble més o menys culte, capaç de llegir i que necessita una certa educació, per la manera com estan escrites. Es té aquí una successió de cartes, i qui diu cartes, diu diferents destinataris.
Sembla que aquestes cartes no són cartes personals que haurien estat enviades a certes persones en particular.

## La religió
Voltaire aborda primer de tot el tema de la religió en les cartes (I) a (VII).
Passa revista a algunes de les religions que l'envolten: els quàquers (cartes (I) a (IV)), els anglicans (V), els presbiterians (VI), i finalment els sociniens (VII).
En les quatre primeres cartes, Voltaire descriu els quàquers, els seus costums, les seves creences i les seves històries. Aprecia la simplicitat dels seus ritus: gens de bateig («no pensem que el cristianisme consisteixi a llençar aigua freda pel cap» (I), ni de comunió («no és altre que el cor» (I)), ni encara de sacerdots («Així que no tenen sacerdots, li vaig dir? - No, (...) i estem molt molt bé» (II)).
La carta V és consagrada a la religió anglicana, que considera millor que la catòlica («el clergue anglicà és més regular que a França»), però que critica igualment («el clergue anglicà ha conservat moltes cerimònies, especialment la de rebre els delmes amb atenció escrupolosa. També conserven la pietosa ambició de ser els mestres»).
La seva carta VI permet a Voltaire atacar els presbiterians, segons ell intolerants (un presbiterià d'Escòcia (...) dona el nom de la prostituta de Babilònia a totes les esglésies, en què alguns clergues tenen la sort de comptar amb cinquanta mil lliures de renda), però també massa estrictes (està prohibit treballar i divertir-se, aquesta és la doble severitat de les esglésies catòliques; ni òperes, ni comèdies, no hi ha concerts a Londres el diumenge, fins i tot les cartes són expressament prohibides»).
Finalment, en la carta (VII), es parla una mica del deisme, una religió prop del seu ideal.

## Les ciències
Voltaire descobreix en les cartes (XIV) a (XVII) la seva opinió de Newton (elogiant), de Descartes (pejorativa), i de les seves lleis.

## Les arts
Voltaire critica també la situació dels artistes a França: encara que hi hagi a França tantes acadèmies i organitzacions, els artistes són ben pobres i no són considerats, mentre que a Anglaterra, se'ls donen mitjans perquè puguin crear sense preocupacions de diners.

## La política
Llavors, en les cartes (VIII) i (IX), Voltaire evoca l'assumpte de la política.
Carta (VII): a completar.
En la carta (VIII): "Sobre el Parlament", Voltaire evoca les grans potències anteriors al seu temps; Roma és una referència com a organització, Atenes per la democràcia. La impressió d'estabilitat és associada a Roma. La humanitat dels anglesos és evocada (fan la guerra per a la pau). A França, el combat contra el poder no ha fet més que agreujar la situació, hi ha hagut guerres civils, i els membres del clergat han matat el rei. Aquesta França s'oposa a Anglaterra, on malgrat un llarg combat, no hi ha hagut presa del poder despòtic.
La carta (IX): "Sobre el govern". La política anglesa és posada en valor, ja que correspon a les idees de les llums. A França, es posa el problema de la taxa, resolt a Anglaterra, on els impostos són en funció del salari i no del rang social ocupat. Voltaire en fa també una crítica de les queixes.
En la carta (X), titulada «Sobre el comerç», Voltaire fa l'elogi del comerç anglès, dels seus beneficis i del que ha portat a la nació anglesa. Segons ell, el comerç ha contribuït a la llibertat del poble anglès, i aquesta llibertat ha contribuït al desenvolupament del comerç. És igualment el comerç el que ha donat a Anglaterra la seva molt gran riquesa, i la seva molt gran potència naval («És el comerç qui ha establert a poc a poc les forces navals per les quals els anglesos són els mestres dels mars.»), malgrat la seva aparença més aviat pobra (i no té més que plom, estany, terra de Fouler i llana gruixuda). Però, en aquesta carta, Voltaire n'aprofita també per a fer la sàtira dels nobles alemanys i francesos, a qui falta interès per aquest tipus d'empresa. Per a Voltaire, la noblesa no té per força un gran paper a jugar, contràriament als negociants que contribueixen a la felicitat del món.
| « | "El comerç, que ha enriquit els ciutadans a Anglaterra, ha contribuït a fer-los lliures, i aquesta llibertat ha estès el comerç, que ha consolidat a poc a poc les forces navals per les quals els anglesos són els mestres dels mars. Tenen ara prop de dues-centes naus de guerra; la posteritat aprendrà potser amb sorpresa que una petita illa, que no té més que una mica de plom, d'estany, de terra i de llana gruixuda, s'ha fet pel seu comerç bastant poderosa com per a enviar, el 1723, tres flotes a cada punta del món: davant Gibraltar conquerida i conservada per les armes, l'altra a Porto-Bello per treure al rei d'Espanya el gaudi dels tresors de les Índies, i la tercera al mar Bàltic per impedir a les potències del Nord barallar-se." | » |

Quan Lluís XIV feia tremolar Itàlia, i els seus exèrcits ja entrenats a la Savoia i el Piemont estaven llestos per a prendre Torí, va caldre que el príncep Eugène anés a Alemanya al socors del duc de Savoia; ell li havia prestat diners amb aquesta petita nota:
«Senyors, he rebut els seus diners i confio d'haver-los utilitzats a la seva satisfacció».

## La filosofia
En la carta (XXV), l'última, Voltaire critica certes idees de Pascal prenent cites dels seus Pensaments i donant successivament el seu propi punt de vista sobre el mateix assumpte. La diferència major entre aquests dos filòsofs és la seva concepció de l'ésser humà: Pascal insisteix en l'aspecte miserable i desgraciat de l'ésser humà, que omple el seu buit interior amb la diversió, mentre que Voltaire mostra la real filosofia de les llums: una fe optimista en l'ésser humà.